# Garden City (Idaho)
Garden City is een plaats (city) in de Amerikaanse staat Idaho, en valt bestuurlijk gezien onder Ada County.

## Demografie
Bij de volkstelling in 2000 werd het aantal inwoners vastgesteld op 10.624.
In 2006 is het aantal inwoners door het United States Census Bureau geschat op 11.353, een stijging van 729 (6.9%).

## Geografie
Volgens het United States Census Bureau beslaat de plaats een oppervlakte van
10,8 km², waarvan 10,7 km² land en 0,1 km² water.

## Plaatsen in de nabije omgeving
De onderstaande figuur toont nabijgelegen plaatsen in een straal van 28 km rond Garden City.